# Сумский городской совет
Сумский городской совет
(укр. Сумська міська рада) — административно-территориальное образование в Сумской области Украины, расположен в центре Сумского района и в его состав не входит.

## Географическое положение
Сумский городской совет находится в центре Сумского района Сумской области Украины.
Административным центром совета является город Сумы.

## Население
Население совета составляет 266 306 человека (2019), в том числе городское — 263 448 человек, сельское — 2 858 человек.

## Административное устройство
Совет включает в себя:
| - Районов в городе: 2 - Сельских советов: 1 | - Городов: 1 - Сёл: 6 |

### Местные советы[4]
| - Заречная районная администрация в г. Сумы - Ковпаковская районная администрация в г. Сумы - Песчанский сельский совет |

### Населённые пункты[5]
| с. Верхнее Песчаное с. Житейское | с. Загорское с. Кирияковщина | с. Песчаное г. Сумы | с. Трофименково |